# Mănerău
Mănerău – wieś w Rumunii, w okręgu Hunedoara, w gminie Pestișu Mic. W 2011 roku liczyła 286 mieszkańców.